# Limba letonă
Limba letonă (latviešu valoda [ˈlatviɛʃu ˈvaluɔda]) este o limbă baltică de est aparținând ramurii balto-slave a familiei de limbi indo-europene, vorbită în regiunea baltică. Aceasta este limba oficială a Letoniei și una dintre limbile oficiale ale Uniunii Europene.
Fiind o limbă baltică, letona este strâns înrudită cu lituaniana învecinată (precum și cu prusaca veche, o limbă baltică dispărută); cu toate acestea, letona nu e la fel de conservatoare.
Letona a apărut pentru prima dată în tipar la jumătatea secolului al XVI-lea, odată cu traducerea rugăciunii Tatăl nostru în letonă în Cosmographia universalis de Sebastian Münster (1544), tipărită în alfabetul latin.

## Clasificare
Letona aparține ramurii baltice a familiei de limbi indo-europene, fiind una dintre cele două limbi baltice încă vorbite care au statut oficial (cealaltă fiind lituaniana). Letona și lituaniana au păstrat multe trăsături ale morfologiei substantivelor a proto-indo-europenei, deși fonologia și morfologia verbelor prezintă multe inovații (cu alte cuvinte, forme care nu existau în proto-indo-europeană), letona fiind considerabil mai inovatoare decât lituaniana. Totodată, letona a fost influențată de limba livonă. Spre exemplu, letona a împrumutat accentul de pe prima silabă din limbile finno-ugrice.
În plus, nu s-a ajuns la un consens dacă latgaliana și kursenieki (limbă în pragul dispariției din Prusia răsăriteană), graiuri mutual inteligibile cu letona,  ar trebui să fie considerate varietăți de letonă sau limbi separate.

## Istoric

Răspândirea triburilor baltice, cca. 1200 e.n. (granițele sunt aproximative).

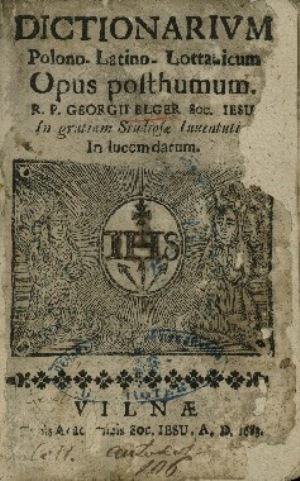
Dicționar polonez-latin-leton de Georgs Elgers, publicat la Vilnius, Marele Ducat al Lituaniei, 1683

### Origini
Potrivit unor teorii glotocronologice, limbile baltice de est s-au separat de  cele de vest (ori, eventual, de ipotetica limbă proto-baltică) între ani 400-600 î.e.n. Diferențierea dintre lituaniană și letonă a apărut după 800 e.n. În mod cert, au existat dialecte de tranziție până în secolul al XIV-lea, și este posibil să fi persistat până în secolul al XVII-lea.

### Secolul XX
După restabilirea independenței în 1991 a fost adoptată o nouă abordare a educației lingvistice. Obiectivul declarat a fost integrarea tuturor locuitorilor în comunitatea limbii oficiale de stat, protejând în același timp limbile minorităților etnice din Letonia.

## Distribuție geografică
Există aproximativ 1,3 milioane de vorbitori nativi de letonă în Letonia și peste 100.000 în străinătate. În total, 2 milioane, sau 80% din populația Letoniei, vorbesc letonă. Dintre aceștia, aproximativ 1,16 milioane sau 62% din populația Letoniei o vorbesc acasă, dar, în afara regiunii Latgalia, peste 90% din populație are ca limbă maternă letona.

### Dialecte
Letona are trei dialecte: dialectul livonian, letona de sus și dialectul mediu. Dialectele letone și graiurile lor nu trebuie confundate cu limbile livonă, curoniană, semigaliană și seloniană.

## Ca limbă străină
Istoria Letoniei a pus letona într-o situație deosebită, fiind vorbită de un număr mare de vorbitori non-nativi în comparație cu vorbitorii nativi. Populația imigrantă și minoritară din Letonia de azi este de 700 000 de persoane, printre care: ruși, belaruși, ucrainieni, polonezi și alții. Majoritatea imigranților au venit în Letonia între 1940 și 1991, alăturându-se comunităților etnice minoritare preexistente (germani și evrei letoni).
Statisticile indică o creștere treptată a numărului de non-nativi fluenți în letonă. Într-un sondaj realizat în 2009 de către Agenția de limbă letonă, 56% dintre  participanții rusofoni au spus că vorbesc bine letona, iar în cazul generației tinere (între 17 și 25 de ani), procentul a fost de 64%. Numărul tot mai mare de minorități care și-au însușit limba letonă a fost determinat de statutul acesteia ca unica limbă oficială a țării și alte schimbări produse în societate după destrămarea Uniunii Sovietice, care au mutat accentul de pe limba rusă. Fluența în limba letonă este necesară pentru diverse profesii și cariere. 

## Gramatică
Gramatica letonă reprezintă un sistem clasic indo-european cu flexiune și derivare bine dezvoltate. Accentul principal al cuvântului, cu câteva excepții, cade pe prima silabă. Letona nu are articole gramaticale; rolul acestora e îndeplinit de flexiunea adjectivelor. Topica obiectivă este SVO (subiect–verb–complement direct); în general însă, ordinea cuvintelor este relativ liberă.

### Substantive
Letona dispune de două genuri gramaticale (masculin și feminin) și două numere (singular și plural). Substantivele, adjectivele și participiile declinabile au șapte cazuri: nominativ, genitiv, dativ, acuzativ, instrumental, locativ și vocativ. Substantivele au șase declinări.

### Verbe
Există trei clase de conjugare în letonă. Verbele sunt conjugate în funcție de persoană, timp, mod și diateză.

## Ortografie
Limba letonă în grafia latină s-a bazat mai întâi pe ortografia germană, în timp ce alfabetul dialectului latgalian a fost bazat pe ortografia poloneză. La începutul secolului al XX-lea, aceasta a fost înlocuită cu o ortografie mai consistentă din punct de vedere fonologic.

### Ortografia standard
În prezent, alfabetul leton standard folosește 33 de litere:
| Majuscule (numite și litere mari) |   |   |   |   |   |   |   |   |   |   |   |   |   |   |   |   |   |   |   |   |   |   |   |   |   |   |   |   |   |   |   |   |
| A                                 | Ā | B | C | Č | D | E | Ē | F | G | Ģ | H | I | Ī | J | K | Ķ | L | Ļ | M | N | Ņ | O | P | R | S | Š | T | U | Ū | V | Z | Ž |
| Minuscule (numite și litere mici) |   |   |   |   |   |   |   |   |   |   |   |   |   |   |   |   |   |   |   |   |   |   |   |   |   |   |   |   |   |   |   |   |
| a                                 | ā | b | c | č | d | e | ē | f | g | ģ | h | i | ī | j | k | ķ | l | ļ | m | n | ņ | o | p | r | s | š | t | u | ū | v | z | ž |

### Ortografie veche

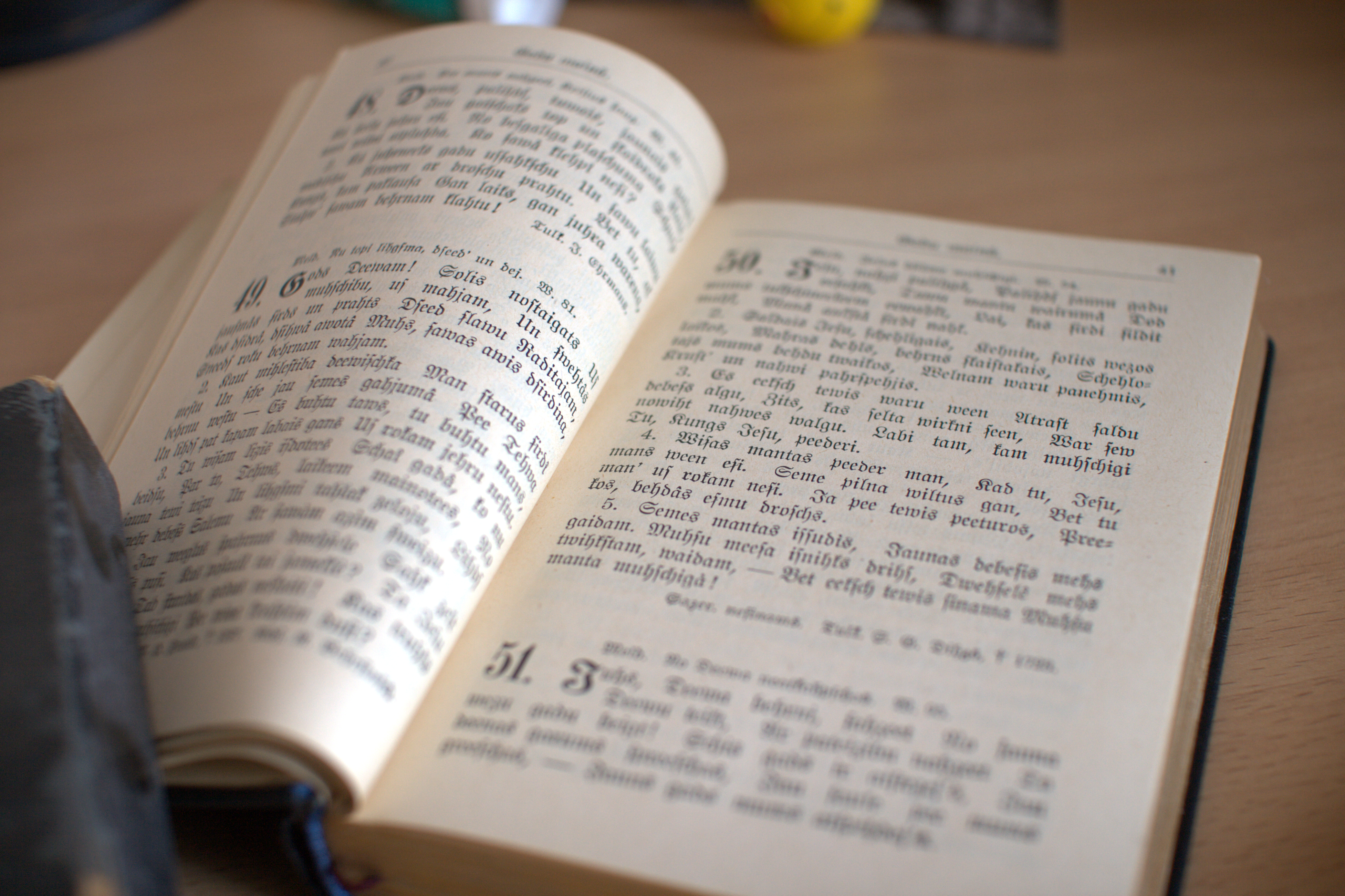
Carte de imnuri luterane letone în ortografia veche.

Ortografia veche a fost o adaptare a ortografiei germane și nu reflecta precis fonematica limbii letone. La început, a fost folosită pentru scrierea textelor religioase destinate preoților germani, cu scopul de ai ajuta în munca lor cu letonii. Primele scrieri în letonă au fost lipsite de uniformitate; de exemplu, existau 12 variații ale literei Š. Ca în germană unele consoane sunt scrise cu mai multe litere. Ortografia veche a fost folosită până în secolul al XX-lea, când a fost înlocuită treptat de cea modernă.

### Comparația ortografiilor
Tatăl nostru în letonă scris în diferite stiluri:
| Prima ortogarfie, 1544                         | Ortografia veche, 1739                                    | Ortografie modernă                      | Stil informal                               |
| ---------------------------------------------- | --------------------------------------------------------- | --------------------------------------- | ------------------------------------------- |
| Muuſze Thews exkan tho Debbes                  | Muhſu Tehvs debbeſîs                                      | Mūsu tēvs debesīs                       | Muusu teevs debesiis                        |
| Sweetyttz thope totws waerdtcz                 | Swehtits lai top taws wahrds                              | Svētīts lai top tavs vārds              | Sveetiits lai top tavs vaards               |
| Enaka mums touwe walſtibe                      | Lai nahk tawa walſtiba                                    | Lai nāk tava valstība                   | Lai naak tava valstiiba                     |
| Tows praetcz noteſe                            | Taws prahts lai noteek                                    | Tavs prāts lai notiek                   | Tavs praats lai notiek                      |
| ka exkan Debbes tha arridtczan wuerſſon ſemmes | kà debbeſîs tà arirdſan zemes wirsû                       | Kā debesīs, tā arī virs zemes           | Kaa debesiis taa arii virs zemes            |
| Muſze beniſke mayſe bobe mums ſdjoben          | Muhsu deeniſchtu maizi dod mums ſchodeen                  | Mūsu dienišķo maizi dod mums šodien     | Muusu dienishkjo maizi dod mums shodien     |
| Vnbe pammet mums muſſe parrabe                 | Un pametti mums muhſu parradus [mai târziu parahdus]      | Un piedod mums mūsu parādus             | Un piedod mums muusu paraadus               |
| ka mehs pammettam muſſims parabenekims         | kà arri mehs pamettam ſaweem parrahdneekeem               | Kā arī mēs piedodam saviem parādniekiem | Kaa arii mees piedodam saviem paraadniekiem |
| Vnbe nhe wedde mums exkan kaerbenaſchenne      | Un ne eeweddi muhs eekſch kahrdinaſchanas                 | Un neieved mūs kārdināšanā              | Un neieved muus kaardinaashanaa             |
| Seth atpeſthmums no to loune                   | bet atpeſti muhs no ta launa [mai târziu łauna]           | Bet atpestī mūs no ļauna                | Bet atpestii muus no ljauna                 |
| Aefto thouwa gir ta walſtibe                   | Jo tew peederr ta walſtiba                                | Jo tev pieder valstība                  | Jo tev pieder valstiiba                     |
| Vnbe tas ſpeez vnb tas Goobtcz tur muſſige.    | Un tas ſpehks un tas gods muhſchigi [mai târziu muhzigi]. | Spēks un gods mūžīgi.                   | Speeks un gods muuzhiigi.                   |
| Amen.                                          | Amen.                                                     | Āmen.                                   | Aamen.                                      |

„ ſ ” e o formă arhaică a literei s

## Fonologie

### Consoane
|                             | Labiale   | Dentale / Alveolare | Postalveolare / Palatale | Velare  |
| --------------------------- | --------- | ------------------- | ------------------------ | ------- |
| Nazale                      | [m]       | [n]                 | [ɲ]                      | [ŋ]     |
| Oclusive                    | [p] [b]   | [t] [d]             | [c] [ɟ]                  | [k] [ɡ] |
| Africate                    |           | [t͡s] [d͡z]           | [t͡ʃ] [d͡ʒ]                |         |
| Fricative                   | ([f]) [v] | [s] [z]             | [ʃ] [ʒ]                  | ([x])   |
| Sonante centrale / Vibrante |           | [r]                 | [j]                      |         |
| Sonante laterale            |           | [l]                 | [ʎ]                      |         |

Consoanele înșiruite se asimilează regresiv în sonoritate, e.g. apgabals [ˈabɡabals] sau labs [ˈlaps]. Limba letonă nu prezintă desonorizare finală.
Consoanele pot fi lungi (scrise dublu) mamma [ˈmamːa], sau scurte. Ocluzivele și fricativele care apar între două vocale scurte sunt prelungite: upe [ˈupːe]. „zs” se pronunță /sː/, iar šs și žs se pronunță /ʃː/.

### Vocale
Letona are șase vocale, cu lungimea vocalică ca trăsătură distinctivă.
|          | Anterioare | Anterioare | Centrale | Centrale | Posterioare | Posterioare |
| scurte   | lungi      | scurte     | lungi    | scurte   | lungi       |             |
| -------- | ---------- | ---------- | -------- | -------- | ----------- | ----------- |
| Închise  | [i]        | [iː]       |          |          | [u]         | [uː]        |
| Mijlocii | [e]        | [eː]       |          |          | ([ɔ])       | ([ɔː])      |
| Deschise | [æ]        | [æː]       | [a]      | [aː]     |             |             |

/ɔ ɔː/, și diftongii în care apar, cu excepția lui /uɔ/, sunt limitate la cuvintele împrumutate
De asemenea, letona are 10 diftongi, dintre care patru sunt întâlniți doar în cuvinte împrumutate (/ai ui ɛi au iɛ uɔ iu (ɔi) ɛu (ɔu)/), însă unii diftongi sunt limitați în principal la nume proprii și interjecții.

### Accent
Limba letonă standard și, cu câteva mici excepții, toate dialectele letone au accent inițial fix. Vocalele lungi și diftongii au ton, indiferent de poziția lor în cuvânt. Sunt incluse și așa-numiții „diftongi micști”, compuși dintr-o vocală scurtă urmată de o sonantă (i.e. r, l, ļ sau m) 

## Lexic

### Cuvinte de împrumut
În perioada medievală, multe cuvinte din germana de jos, printre care amats „meserie”, dambis „baraj”, būvēt „a construi” și bikses „pantaloni” au fost preluate în letonă, în timp ce în perioada Livoniei suedeze au fost împrumutate cuvinte precum skurstenis „horn” din suedeză. De asemenea, letona a preluat cuvinte din limbile finnice, în principal din livonă și estonă. Există aproximativ 500-600 de cuvinte de origine finică în letonă, printre care: māja „casă” (liv. mōj), puika „băiat” (liv. pūoga), pīlādzis „sorb” (liv. pī'lõg), sēne „ciupercă” (liv. sēņ).
Printre cuvintele împrumutate din alte limbi baltice se numără ķermenis „corp” din prusaca veche, precum și veikals „magazin” și paģiras „mahmureală” din lituaniană.